# Peter Fierschatt
Peter Fierschatt (Fierschaft), född omkring 1680 i Stockholm, död 1729 på Julpa i Romfartuna socken, var en svensk militär och kopparstickare.
Han var son till traktören René Fierschatt och Rebecka Henriksdotter Dahldorf. Fierschatt var major i Västmanlands regemente och vid sidan av sitt arbete verksam som kopparstickare. Han var gift med Maria Jernstedt (1683–1728).